# Tabanus discors
Tabanus discors är en tvåvingeart som beskrevs av Burton 1978. Tabanus discors ingår i släktet Tabanus och familjen bromsar.
Artens utbredningsområde är Thailand. Inga underarter finns listade i Catalogue of Life.